# كارلوس فيلتون
كارلوس فيلتون هو سياسي مكسيكي، ولد في 22 أغسطس 1958 في مازاتلان في المكسيك. نشط حزبياً في حزب العمل الوطني. وقد انتخب عضو مجلس النواب المكسيك ‏.